# Spring Up
Spring Up é o EP de estréia do boy group sul-coreano Astro, lançado pela Fantagio. O mini álbum foi lançado em 23 de fevereiro de 2016 em todas as plataformas digitais e físicas. A canção Hide&Seek foi lançada como faixa título do álbum. "Spring Up" atingiu a posição de número 4 nas tabelas coreanas.

## Antecedentes e lançamento
No meio de janeiro de 2016, a Fantagio anunciou que o grupo iria lançar um mini álbum de estreia no dia 23 de fevereiro. No dia 11 de fevereiro, um vídeo teaser do álbum foi postado apresentando os membros do grupo. Em 15 de fevereiro, foi lançado um segundo vídeo teaser do álbum com uma prévia de todas as músicas do álbum. No dia 18 de fevereiro, foi lançado um trecho do vídeo da música "Hide&Seek". No dia 23 de fevereiro foi lançado o álbum juntamente com o vídeo da música. Um segundo vídeo foi lançado, em 25 de fevereiro, para divulgar a música "Cat's Eye". O vídeo contou com trechos da série de televisão To Be Continued.

## Promoção
O grupo apresentou um showcase logo após o lançamento do álbum, no dia 23 de fevereiro, onde apresentaram todas as canções presentes no mini álbum.
No dia 25 de fevereiro, o grupo estreou nos programas de TV apresentando as canções "Hide & Seek" e "Cat's Eye. Na primeira semana, Astro se apresentou no M! Countdown da Mnet, Music Bank da KBS, Show! Music Core da Munhwa Broadcasting Corporation e Inkigayo da SBS. As promoções do álbum duraram até 4 de abril de 2016, com a apresentação de despedida no programa Inkigayo.

## Alinhamento de faixas
| N.º            | Título                        | Compositor(es)                              | Produtor(es)                | Duração |  |
| 1.             | "Ok! Ready" (Ok! 준비완료)    |                                             | Lee Ki Yong Bae             | 1:13    |  |
| 2.             | "Hide&Seek" (숨바꼭질)        | Lee Ki Yong Bae, Jin Jin, Rocky             | Lee Ki Yong Bae             | 3:17    |  |
| 3.             | "First Love" (풋사랑)         | Lee Ki Yong Bae, Jin Jin, Rocky             | Lee Ki Yong Bae             | 3:26    |  |
| 4.             | "Morning Call" (모닝콜)       | Seo Yong Bae, Park Woo Sang, Jin Jin, Rocky | Seo Yong Bae, Park Woo Sang | 3:34    |  |
| 5.             | "Cat's Eye" (장화신은 고양이) | Park Woo Sang, Jin Jin, Rocky               | Park Woo Sang               | 2:45    |  |
| Duração total: | Duração total:                | Duração total:                              | Duração total:              | 14:25   |  |

## Desempenho
| Tabela musical (2016)               | Melhor posição |
| ----------------------------------- | -------------- |
| Coreia do Sul (Gaon)                | 4              |
| Estados Unidos (World Albums Chart) | 6              |

| Tabela musical (2016) | Melhor posição |
| --------------------- | -------------- |
| Coreia do Sul (Gaon)  | 13             |

## Vendas e certificações
| País          | Vendas  |
| ------------- | ------- |
| Coreia do Sul | 26,034+ |

## Histórico de lançamento
| País          | Data                    | Gravadora | Formato             |
| ------------- | ----------------------- | --------- | ------------------- |
| Coreia do Sul | 23 de fevereiro de 2016 | Fantagio  | Download digital CD |
| Mundo         | 23 de fevereiro de 2016 | Fantagio  | Download digital    |